# Guadeloupes damlandslag i fotboll
Guadeloupes damlandslag i fotboll representerar Guadeloupe i fotboll på damsidan. Dess förbund är Ligue Guadeloupéenne de Football.